# جبل شمالات
جبل شمالات هو جبل كبير ذو قمتين يقع في منطقة الرياض في السعودية.

## التسمية
حاز جبل شمالات عدة تسميات، منها ما هو عامي محلي، ومنها ما هو موجود في التراث العربي القديم وفي الأدب أيضًا. فمُسمَّاه الأصلي في التراث العربي هو ابني شمام، ويبدو من معنى الكلمة شمام أنها تعني العلوّ والارتفاع. وعن المسميات المحلية فهي كثيرة، منها شمالات، وشمال، وشميل، وأذني شمال (تحريفاً لابني شمام).

## الموقع والوصف
يقع جبل شمالات غربي محافظة القويعية في قرية نخيلان على دائرة العرض 24.012564° شمالاً، وخط طول 44.991699° شرقاً، والجبل واقع في منطقة الدرع العربي، وعلى قول علماء الجغرافيا فإنه يقع في عالية نجد أو نجد المرتفعة. ولأن شمالات واقع في منطقة الدرع العربي فهو متكون من الصخور النارية، إذ أنه أسود اللون، ذو قمتين، ويرتفع عن مستوى سطح البحر بمقدار 1,281 متراً تقريبًا، ويُمكِن أن يُرَى من بعيد بوضوح.

## في الشعر
مما قيل في التراث الشعري عن الجبل:
قال لبيد بن ربيعة:
وقد قال امرؤ القيس أيضًا: